# Condomínio solar

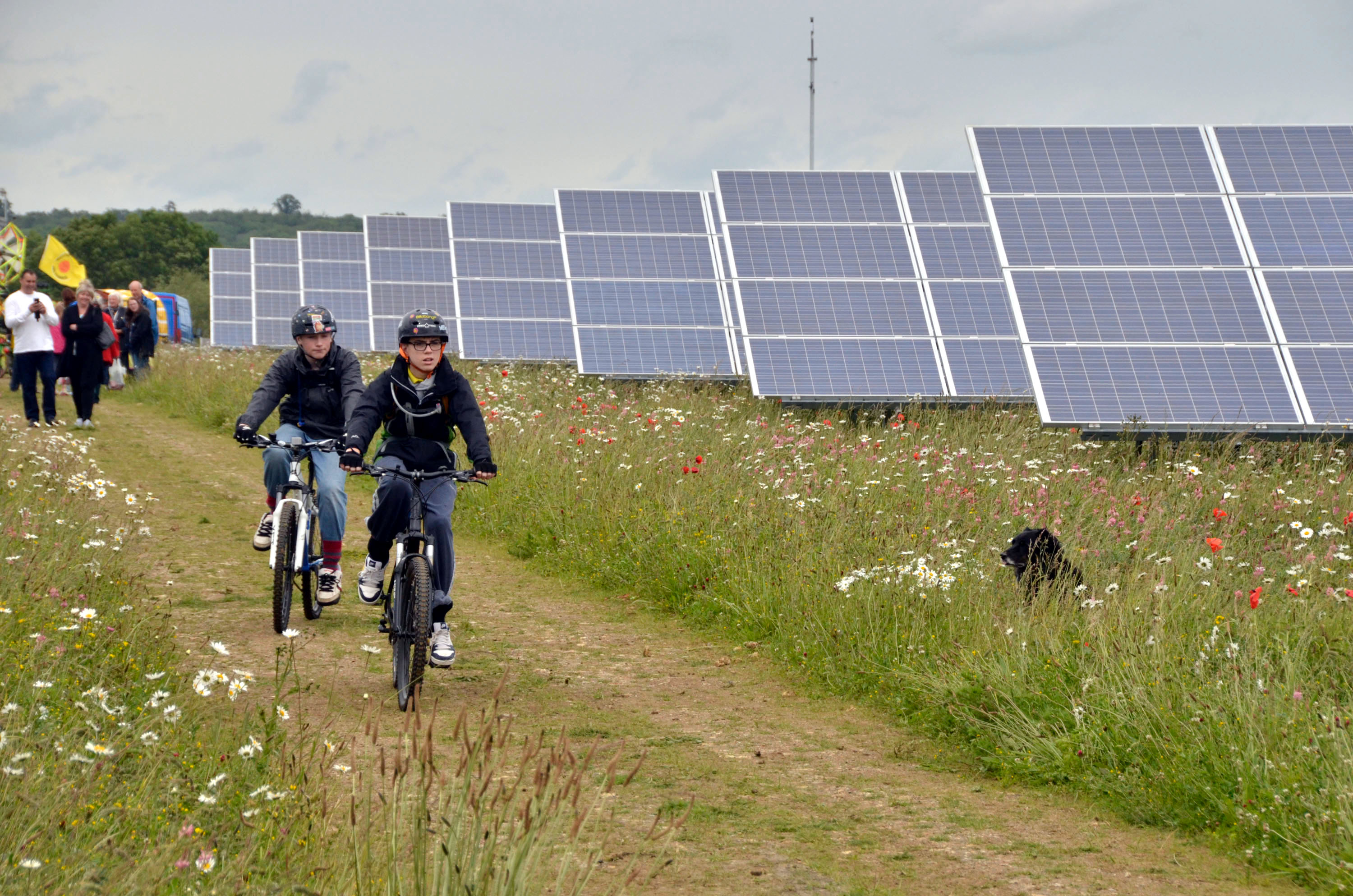
Parque Solar Westmill

O condomínio solar é uma instalação de energia solar que aceita o capital de vários investidores e fornece crédito de energia para consumidores de energia. Em alguns parques solares pode-se comprar painéis fotovoltaicos individuais que são instalados no condomínio após a compra. Em outros um  lote solar é comprado por tamanho de capacidade instalada, denominada em kWp; ou por quantidade de energia produzida, denominada em kWh. A geração de energia do lote solar se transforma para créditos aos investidores ou inquilinos em proporção ao seu investimento ou participação na usina. Esse crédito de energia será descontada da conta de energia do proprietário ou inquilino do lote solar. Os condomínios solares podem ser constituídas como cooperativas ou consórcios dos investidores e geralmente cada condomínio solar esta fundada uma sociedade de propósito específico (SPE).
A centralização de sistemas solares em condomínios oferece vários vantagens sobre a instalação residencial nos telhados que incluem:
- Economia de escala: uma instalação de grande porte pode ser construída ate 30% mais econômico que de pequeno porte.[3]
- A localização das usinas em territórios com maior incidência solar e o uso do rastreamento solar chamado tracker.
- Sombreamento das árvores; o tamanho, inclinação e/ou configuração do telhado; edifícios adjacentes; o microclima imediato e/ou outros fatores podem reduzir a produção.
- Os códigos de construção, restrições de zoneamento, regras do proprietário e preocupações estéticas.
- Falta de habilidades e compromisso de instalar e manter sistemas solares.
- Ampliando a participação em energia solar para locatários e outros residentes que não são donos da propriedade.

## Condomínio Solar no Brasil
De acordo com os regulamentos da ANEEL, a micro- e minigeração distribuída consistem na produção de energia elétrica a partir de pequenas centrais geradoras que utilizam fontes renováveis de energia, como solar e eólica, conectadas à rede de distribuição por meio de instalações de unidades consumidoras. Para efeitos de diferenciação, a microgeração distribuída refere-se a uma central geradora de energia elétrica, com potência instalada menor ou igual a 75 quilowatts (kW), enquanto que a minigeração distribuída diz respeito às centrais geradoras com potência instalada superior a 75 kW e menor ou igual a 3 megawatt (MW), para a fonte hídrica, ou 5 MW para as demais fontes.
Uma importante inovação trazida pela Resolução Normativa nº 482/2012 foi o Sistema de Compensação de Energia Elétrica. Esse sistema permite que a energia excedente gerada pela unidade consumidora com micro ou minigeração seja injetada na rede da distribuidora, a qual funcionará como uma bateria, armazenando esse excedente. Quando a energia injetada na rede for maior que a consumida, o consumidor receberá um crédito em energia (kWh) a ser utilizado para abater o consumo em outro posto tarifário ou na fatura dos meses subsequentes. Os créditos de energia gerados continuam válidos por 60 meses.
Com o objetivo de reduzir os custos e o tempo para a conexão da micro e minigeração, compatibilizar o Sistema de Compensação de Energia Elétrica, aumentar o número de consumidores e melhorar as informações na fatura, a ANEEL publicou a Resolução Normativa 687/2015.
Essa atualização trouxe novas possibilidades para o consumidor utilizar os créditos de energia em outras unidades previamente cadastradas dentro da mesma área de concessão e caracterizada como autoconsumo remoto, geração compartilhada ou integrante de empreendimentos de múltiplas unidades consumidoras, os condomínios solares, em local diferente do ponto de consumo.
No Brasil o primeiro condomínio solar será no Ceará. O local escolhido para implantação do projeto foi a cidade de Limoeiro do Norte. Serão utilizadas ao todo 3.420 placas fotovoltaicas, com potência total instalada de 1 MW, o suficiente para abastecer aproximadamente 900 residências todos os dias. Nessa primeira etapa serão investidos R$ 7 milhões. O condomínio solar vai cobrir uma área de 10 hectares da Chapada do Apodi, na cidade de Limoeiro do Norte, e a sua construção se dará em duas etapas. A primeira, prevista para ser concluída no final de 2015, prevê a instalação de painéis fotovoltaicos em uma área de 3 hectares. Posteriormente, o restante do espaço também será equipado com painéis fotovoltaicos, ampliando gradualmente a capacidade de geração da unidade.

## Condomínio Solar nos Estados Unidos
Estima-se que 85% dos residentes dos Estados Unidos não podem ter nem próprio sistema de energia solar nem locado, porque seus telhados são fisicamente inadequados para instalar um sistema de energia solar ou porque eles vivem em torres residenciais. Pelo menos 52 projetos estão em desenvolvimento em 17 estados, e no mínimo 10 estados incentivam o seu desenvolvimento através de políticas e programas.
O Senador dos EUA, Mark Udall introduziu o SUN Act (Solar Uniting Neighborhoods) estendeu o crédito fiscal de 30% existente para parques solares da comunidade em 2010 e 2011. O projeto de lei permitiria grupos de indivíduos ou associações de proprietários para desenvolver instalações de usinas de energia solar, em colaboração com serviços públicos locais que iria distribuir a energia a proprietários de crédito com base na sua porcentagem de investimento no condomínio solar, estendendo os créditos tributários.
“Estes projetos têm o potencial para drasticamente aumentar a adoção de energia limpa em todo o país, mas a regulamentação dos impostos não acompanhou” diz Udall. “Você pode obter um crédito fiscal de 30% para colocar um painel solar em sua casa, mas não para investir em um condomínio solar.”

### California
SolarShares (Quotas Solares) oferece aos clientes do Distrito Municipal da concessionária de Sacramento a oportunidade de comprar quotas em seu condomínio solar. A eletricidade gerada por cada uma das “quotas” de cada cliente aparece como um crédito na sua conta de energia, uma economia em média entre $4 a $50 por mês, dada a variabilidade do sol. Por uma taxa mensal a partir de $10,75 um mês (média de 9%) para um sistema de 5kW - participantes optam em produção de energia solar. A fase atual é vendido, embora os planos estejam em andamento para expandir a capacidade.
A matriz PVUSA em Davis, California (2001) fornece mediação de rede virtual para medidores de propriedade da cidade. A legislatura da Califórnia aprovou uma lei especificamente permitindo isso por essa matriz individual.

### Colorado
A legislação do Colorado passou em 2010 a requerer a comissão de serviços públicos para reescrever as regras para propriedade investidor direto utilitários para oferecer descontos para a condomínios solares.
O lei dos condomínios solares especificou:
- Energia deve ser vendida diretamente para uma concessionária de energia.
- A concessionária fornece crédito virtual do net metering beneficiando a conta do consumidor de energia.
- Tamanho do sistema limitado a 2 MW.
- 6 MW limite total do programa para os primeiros três anos.
- Deve haver pelo menos 10 assinantes.
- Os assinantes devem estar localizados no mesmo Estado do parque solar.
- Assinantes cujo região tem uma população inferior a 20.000 pode se inscrever em um região vizinho.
- Assinantes podem comprar até 120% do seu próprio valor uso de energia do poder solar.
- Uma entidade sem fins lucrativos pode possuir e administrar o jardim solar.

### Florida
Utilities Commission (OUC) has a solar farm that began producing power in October 2013. O utilitário municipal, que tem cerca de 55 por cento dos seus 230.000 clientes elétricos que vivem em multi-family habitação, procurou uma solução única para aqueles que desejam utilizar a energia solar, mas incapaz de modificar as casas que alugam ou arrendam. Este projeto também permite que os clientes a possibilidade de comprar em solar sem todos os custos iniciais. Clientes que subscrevem ofereceram-se para pagar uma taxa mais elevada em sua conta de energia, mas eles também foram capazes de bloquear em que a taxa para a vida estimado do projeto - 25 anos. Hoje, 1.312 painéis solares estão gerando até 400 kilowatts (kW) de eletricidade nas instalações OUC. Os painéis estão em três tipos de vegetação, que criaram 151 lugares de estacionamento LED iluminado cobertos ao longo de cerca de 2,5 acres. Um total de 39 clientes subscreveram o projeto. Cada kW de 400kW da matriz foi vendido em blocos, com um limite de 15 blocos por cliente. Cada bloco representa 112 quilowatts-hora (kWh) na conta mensal de um cliente, de modo que o benefício máximo por cliente é 1.680 kWh. O cliente médio residencial OUC utiliza cerca de 1.200 kWh. Qualquer crédito não utilizado é creditado na conta para o próximo mês.

### Massachusetts
A Comunidades Verdes Act de 2008 autorizou o que era anteriormente conhecida como "bairro-líquido”, o que permitiu um grupo de moradores num bairro / cidade para reunir recursos para cobrir o custo de capital de uma instalação de energia renovável.
Os moradores de Brewster fundaram a primeira solar jardim cooperativamente executado em Massachusetts. O jardim solar foi construído pelo instalador solar, My Generation Energy Inc. Cada membro das cooperativas recebe benefícios, incluindo os créditos do jardim solar através. Conhecido como o Jardim Solar Brewster Comunidade. Massachusetts e o governo federal cada ofereceu incentivos para melhorar a economia solares. A tradicional investimento em energia fotovoltaica sem incentivos levaria 12 ou mais anos para pagar o custo inicial. Os incentivos reduzido o período de retorno de 6-10 anos.
Condomínios construídos pelo desenvolvedor Clean Energy começou a produzir energia em Newton, Massachusetts, em julho de 2014. A empresa se uniu com firma eficiência energética Next Step Vivo.

### Utah
Concessionárias de energia elétrica em St. George construiu uma grande instalação fotovoltaica para explorar 310 dias por ano com a luz solar, e permite que os residentes para comprá-lo para complementar a energia convencional. O programa não requer instalação ou manutenção para o participante.
A participação é vendido em todo e meio de unidades de 1 kilowatt ("kW"). A 1 kW "unidade" no grid Sun inteligente custa US $ 6.000. Uma unidade equivale a aproximadamente 15% da energia mensal média de casa (ou cerca de 140 kWh). Um crédito de imposto único de 25% do preço de compra, até um máximo de US $ 2.000, estava disponível a partir do estado de Utah. Os compradores recebeu um crédito mensal de energia para a energia produzida nesse mês pela "unidade" de painéis.

## Condomínio Solar no Reino Unido
O primeiro condomínio solar no Reino Unido é o Parque Solar Westmill com 5 MW de potência instalada, perto de Watchfield.

## Condomínio Solar em Portugal
Os moradores do condomínio Jardins de São Bartolomeu em Lisboa, inauguraram no dia 18 de Março de 2009, 16 unidades de microprodução, o tornando-se o maior microprodutor ao abrigo do regime da microprodução. O projeto, da iniciativa dos moradores, contemplou a instalação de 288 painéis fotovoltaicos correspondentes a uma potência de pico de 58,8 kW, e uma produção elétrica de 80 MWh/ano. No evento esteve presente o Secretário de Estado do Ambiente e Director Geral da Direcção Geral Energia.